# Gran Premio motociclistico dell'Ulster 1964
Il Gran Premio motociclistico dell'Ulster fu il nono appuntamento del motomondiale 1964.
Si svolse sabato 8 agosto 1964 sul Circuito di Dundrod. Erano in programma solo quattro delle classi disputate in singolo; non erano presenti né la classe 50, né i sidecar.
Le vittorie furono di Phil Read in classe 500 sulla Norton, lo stesso pilota, stavolta in sella ad una Yamaha si impose anche nella 250, Jim Redman si impose nella 350 in sella a Honda e Hugh Anderson in 125 alla guida di Suzuki.
Era assente dalla competizione uno dei protagonisti, Mike Hailwood, che si era infortunato nel gran premio precedente.

## Classe 500
Furono alla partenza del gran premio 33 piloti, di cui solo 15 vennero classificati al termine della gara; tra i ritirati di rilievo vi furono Mike Duff e Jack Findlay.
La gara si disputò con condizioni atmosferiche molto avverse.

### Arrivati al traguardo
| Pos. | Pilota         | Moto      | Tempo      | Punti |
| ---- | -------------- | --------- | ---------- | ----- |
| 1    | Phil Read      | Norton    | 1h 31:58.4 | 8     |
| 2    | Richard Creith | Norton    | +7.6       | 6     |
| 3    | Jack Ahearn    | Norton    | +41.2      | 4     |
| 4    | Robin Fitton   | Norton    | +1:32.4    | 3     |
| 5    | Chris Conn     | Norton    | +3:46.4    | 2     |
| 6    | Fred Stevens   | Matchless | +6:22.9    | 1     |
| 7    | Joe Dunphy     | Norton    |            |       |
| 8    | Syd Mizen      | Norton    |            |       |
| 9    | William McCosh | Matchless |            |       |
| 10   | Dan Shorey     | Norton    |            |       |
| 11   | Griff Jenkins  | Norton    |            |       |
| 12   | Trevor Ritchie | Norton    |            |       |
| 13   | Jimmy Jones    | Norton    |            |       |
| 14   | Bosse Granath  | Matchless |            |       |
| 15   | Alf Shaw       | Norton    |            |       |

## Classe 350
La quinta vittoria stagionale consecutiva consentì a Jim Redman di aggiudicarsi matematicamente il titolo iridato piloti, il terzo consecutivo in questa categoria.

### Arrivati al traguardo (posizioni a punti)
| Pos. | Pilota       | Moto   | Tempo        | Punti |
| ---- | ------------ | ------ | ------------ | ----- |
| 1    | Jim Redman   | Honda  | 1h 20' 37.6" | 8     |
| 2    | Mike Duff    | AJS    |              | 6     |
| 3    | Gustav Havel | Jawa   |              | 4     |
| 4    | Bruce Beale  | Honda  |              | 3     |
| 5    | Chris Conn   | Norton |              | 2     |
| 6    | Fred Stevens | AJS    |              | 1     |

## Classe 250
Anche la gara della quarto di litro si corse sotto una pioggia torrenziale.

### Arrivati al traguardo (posizioni a punti)
| Pos. | Pilota         | Moto   | Tempo        | Punti |
| ---- | -------------- | ------ | ------------ | ----- |
| 1    | Phil Read      | Yamaha | 1h 12' 30.4" | 8     |
| 2    | Jim Redman     | Honda  | + 1'0".0     | 6     |
| 3    | Ralph Bryans   | Honda  | +1'46".4     | 4     |
| 4    | Alan Shepherd  | MZ     | +2'02".6     | 3     |
| 5    | Bruce Beale    | Honda  | +3'01".8     | 2     |
| 6    | Bert Schneider | Suzuki | +4'10".2     | 1     |

## Classe 125
L'ottavo di litro fu anche in questa occasione la prima delle gare disputate nella giornata.

### Arrivati al traguardo (posizioni a punti)
| Pos. | Pilota         | Moto    | Tempo     | Punti |
| ---- | -------------- | ------- | --------- | ----- |
| 1    | Hugh Anderson  | Suzuki  | 53' 28".4 | 8     |
| 2    | Luigi Taveri   | Honda   | + 44".0   | 6     |
| 3    | Ralph Bryans   | Honda   | + 49".2   | 4     |
| 4    | Frank Perris   | Suzuki  | + 1'22".8 | 3     |
| 5    | Bert Schneider | Suzuki  | + 1'23".0 | 2     |
| 6    | Ramón Torras   | Bultaco | + 5'17".6 | 1     |